# Кондон (Орегон)
Кондон (енгл. Condon) град је у америчкој савезној држави Орегон.

## Демографија
По попису из 2010. године број становника је 682, што је 77 (-10,1%) становника мање него 2000. године.
| Група             | 2000.       | 2010.       |
| Белци             | 736 (97,0%) | 655 (96,0%) |
| Афроамериканци    | 3 (0,4%)    | 1 (0,1%)    |
| Азијати           | 2 (0,3%)    | 1 (0,1%)    |
| Хиспаноамериканци | 4 (0,5%)    | 14 (2,1%)   |
| Укупно            | 759         | 682         |